# 贝库姆
贝库姆（德語：Beckum，發音：[ˈbɛkʊm] ⓘ）是德国北莱茵-威斯特法伦州明斯特行政区瓦伦多夫县的城市，面积111.46平方千米，2023年12月31日人口为37,452人。